# Achterweg (Culemborg)
De Achterweg is een weg in de stad Culemborg in de Nederlandse provincie Gelderland. De weg sluit in het zuidwesten aan op de Waldeck-Pyrmontdreef en in het noordoosten op de Beusichemsedijk. De Achterweg ligt ingeklemd tussen de Koornwaard aan de westzijde en de polder Redichem aan de oostzijde.
In de vroege middeleeuwen was de Achterweg waarschijnlijk de plek waarlangs de bebouwing van het voormalige dorp Redichem zich concentreerde. Het dorp is nooit tot ontwikkeling gekomen en vermoedelijk zijn de bewoners vertrokken naar het naastgelegen Culemborg, dat als stad opkwam in de 13e en 14e eeuw. Tot in ieder geval in de 18e eeuw stond op de hoek van de Achterweg en het Bakelbos nog de kapel van Redichem.
De Achterweg werd in de 12e eeuw omgevormd tot een bandijk als bescherming tegen het water van de Lek. De nieuwe dijk was onderdeel van de 12e-eeuwse bedijking die aan de westzijde van Culemborg begon bij de Goilberdingerdijk en via de Slotstraat, Kattenstraat en Achterweg verder liep richting Beusichem. Rond 1500 kwam een nieuw stuk dijk gereed, waarmee de Koornwaard binnendijks kwam te liggen, en de Achterweg zijn functie als bandijk verloor.
In 1251 is de Hoolkuil ontstaan, een zogenaamd wiel. De naam is later verbasterd tot de Hoge Kuil en is anno 2020 nog steeds zichtbaar.
In 1550 liet Elisabeth van Culemborg het westelijke deel van de Achterweg rechttrekken, zodat er een rechte laan ontstond. Deze laan stond een tijdlang bekend als de Oude Dreef, en werd later hernoemd tot Waldeck-Pyrmontdreef.
In 1869 werd aan de Achterweg een begraafplaats geopend, die in 1930 verder is uitgebreid. In 2007 is een tweede locatie geopend, eveneens aan de Achterweg. De begraafplaats biedt ruimte aan diverse religies, waaronder hervormden, katholieken, oudkatholieken, joden en moslims. Tevens is er een algemeen gedeelte.
Op 23 december 1923 vond aan de Achterweg een dubbele roofmoord plaats op Gerrigje van Wiggen en haar broer Toon van Wiggen. De moord zorgde voor veel beroering in de Culemborgse samenleving en trok ook landelijk de aandacht. Er werden meerdere verdachten gearresteerd, maar de daders zijn nooit gevonden.